# 茂呂何丸
茂呂 何丸（もろ なにまる、宝暦11年〈1761年〉 - 天保8年〈1837年〉）は、江戸時代後期の俳人・俳諧学者。小沢何丸ともいう。名は一元、通称・治郎右衛門、別名に古連、漁村、月院社がある。

## 生涯
信濃国水内郡吉田村北本町（現在の長野県長野市吉田3丁目）に小沢治郎右衛門の長男として生まれる。青年時代は書画を愛し、江戸・京都・大坂を往来し、古書画の売買を生業としていた。
寛政4年（1792年）、32歳ころから俳諧の仲間入りをし、享和2年（1802年）、42歳で重病を患い、剃髪して「何丸」と名を改めた。文政2年（1819年）に江戸に出て、蔵前の札差・中村抱義の知遇を受け、俳諧宗匠として立つ。
自ら句を詠みながら、松尾芭蕉の研究でも知られ、芭蕉七部集注釈事業に取り組み、『七部集大鏡』（全8巻・18年に及ぶ労作）や『芭蕉翁句解参考』を著している。
これにより、文政7年（1824年）、京都二条家（和歌の家元）から「俳諧奉行職御代官」に命じられた。そのお墨付きを受領するために上京した際の紀行文が、『花の手婦利』である。同年3月8日、門弟や子息を伴い、窓付きのかごに乗って江戸の浅草を出発。道々俳句をひねりながらの贅沢な旅路であった。中山道から木曽路を経て、東海道を通ってたっぷり22日かけて京都に着いている。帰りは琵琶湖を船で渡り、北陸街道経由で高田へ。北国街道を上って善光寺。故郷に錦を飾る句会を催し、菅平を越える大笹街道沿いに草津や伊香保の温泉を楽しみながら、6月4日江戸に戻った。
十返舎一九の狂歌に「儒は太宰、相撲雷電、武士真田、そばに月見に、一茶何丸」というものがあり、この時代、小林一茶と共に信濃を代表する俳人だったことがわかる。
天保8年（1837年）10月26日、77歳で死去。

## その他
- 長野で和菓子の製造・販売を行う二葉堂は1971年から「何丸」という代表的な銘菓を販売している。[4]また同じく、長野市の今井酒造店も「何丸 純米酒」という商品を販売している[5]。
- 出身地である長野市の吉田では現在も何丸を大事にしており、「何丸翁顕彰保存会」がある。また、地域にはいくつもの句碑が建てられている[6]。